# From Elvis To Memphis
From Elvis in Memphis és el trenta-cinquè àlbum del músic estatunidenc Elvis Presley, publicat per la companyia discogràfica RCA Victor al juny de 1969. L'àlbum va ser gravat en els American Sound Studio de Memphis (Tennessee) el gener i el febrer de 1969 sota la producció de Xips Moman i acompanyat de la seva pròpia banda, denominada «The Memphis Boys». Després de l'èxit de l'especial televisiu nadalenc de 1968 i de la seva respectiva banda sonora, l'àlbum va significar la tornada de Presley a l'enregistrament d'àlbums d'estudi després de completar el seu contracte cinematogràfic amb Paramount Pictures.
El seguici de Presley el va convèncer d'abandonar els RCA Studios i gravar l'àlbum a American Sound, un nou estudi de Memphis. La raó d'anar a l'estudi de Moman va ser pel so soul de la seva banda, The Memphis Boys. La presència majoritària de cançons country donen al disc un estil més proper al country soul. Aquesta tendència s'emfatitza amb la presència freqüent d'instruments com el dobro en els arranjaments.
From Elvis in Memphis va ser publicat el juny de 1969 i tingué ressenyes favorables. Va pujar fins a la tretzena posició a la llista estatunidenca Billboard 200, així com la segona a la llista d'àlbums country i la tercera al Regne Unit. Per la seva banda, el senzill «In the Ghetto» va arribar fins a la tercera posició de la llista Billboard Hot 100. L'àlbum va ser certificat com a disc d'or per la RIAA el 1970. En anys posteriors, va rebre crítiques més favorables encara i va ocupar el lloc 190 en la llista dels 500 millors àlbums de tots els temps segons la revista Rolling Stone.

## Lista de canciones
| 1. | «Wearin' That Loved On Look»                                 | Dallas Frazier, A.L. Owens                  | 2:46 |
| 2. | «Only the Strong Survive»                                    | Jerry Butler, Kenny Gamble, Leon Huff       | 2:42 |
| 3. | «I'll Hold You in My Heart (Till I Can Hold You in My Arms)» | Eddy Arnold, Thomas Dilbeck, Vaughan Horton | 4:34 |
| 4. | «Long Black Limousine»                                       | Bobby George, Vern Stovall                  | 3:38 |
| 5. | «It Keeps Right On A-Hurtin'»                                | Johnny Tillotson                            | 2:36 |
| 6. | «I'm Moving On»                                              | Hank Snow                                   | 2:43 |

| 1. | «Power of My Love»                   | Bernie Baum, Bill Giant, Florence Kaye | 2:36 |
| 2. | «Gentle on My Mind»                  | John Hartford                          | 3:21 |
| 3. | «After Loving You»                   | Janet Lantz, Eddie Miller              | 3:05 |
| 4. | «True Love Travels on a Gravel Road» | Dallas Frazier, A.L. Owens             | 2:38 |
| 5. | «Any Day Now»                        | Burt Bacharach, Bob Hilliard           | 2:59 |
| 6. | «In the Ghetto»                      | Mac Davis                              | 2:45 |

| 13. | «The Fair Is Moving On» | Guy Fletcher, Doug Flett  | 3:08 |
| 14. | «Suspicious Minds»      | Mark James                | 4:29 |
| 15. | «You'll Think of Me»    | Mort Shuman               | 4:00 |
| 16. | «Don't Cry Daddy»       | Mac Davis                 | 2:48 |
| 17. | «Kentucky Rain»         | Eddie Rabbitt, Dick Heard | 3:14 |
| 18. | «Mama Liked the Roses»  | John Christopher          | 2:47 |

Reedició de 2009
| 1.  | «Wearin' That Loved On Look»                                 | 2:46 |
| 2.  | «Only The Strong Survive»                                    | 2:42 |
| 3.  | «I'll Hold You In My Heart (Till I Can Hold You In My Arms)» | 4:32 |
| 4.  | «Long Black Limousine»                                       | 3:42 |
| 5.  | «It Keeps Right On A-Hurtin'»                                | 2:36 |
| 6.  | «I'm Movin' On»                                              | 2:53 |
| 7.  | «Power Of My Love»                                           | 2:38 |
| 8.  | «Gentle On My Mind»                                          | 3:22 |
| 9.  | «After Loving You»                                           | 3:05 |
| 10. | «True Love Travels On A Gravel Road»                         | 2:38 |
| 11. | «Any Day Now»                                                | 3:00 |
| 12. | «In The Ghetto»                                              | 2:46 |
| 13. | «I'll Be There»                                              | 2:25 |
| 14. | «Hey Jude»                                                   | 4:31 |
| 15. | «If I'm A Fool (For Loving You)»                             | 2:44 |
| 16. | «Who Am I?»                                                  | 3:18 |

| 1.  | «Inherit The Wind»                | 2:56 |
| 2.  | «This Is The Story»               | 2:29 |
| 3.  | «Stranger In My Own Home Town»    | 4:24 |
| 4.  | «A Little Bit Of Green»           | 3:21 |
| 5.  | «And The Grass Won't Pay No Mind» | 3:10 |
| 6.  | «Do You Know Who I Am»            | 2:49 |
| 7.  | «From A Jack To A King»           | 2:24 |
| 8.  | «The Fair Is Moving On»           | 3:09 |
| 9.  | «You'll Think Of Me»              | 3:59 |
| 10. | «Without Love (There Is Nothing)» | 2:53 |
| 11. | «In The Ghetto»                   | 2:50 |
| 12. | «Any Day Now»                     | 2:57 |
| 13. | «The Fair Is Moving On»           | 3:10 |
| 14. | «Suspicious Minds»                | 4:24 |
| 15. | «You'll Think Of Me»              | 4:00 |
| 16. | «Don't Cry Daddy»                 | 2:45 |
| 17. | «Rubberneckin'»                   | 2:12 |
| 18. | «Kentucky Rain»                   | 3:22 |
| 19. | «My Little Friend»                | 2:44 |
| 20. | «Mama Liked The Roses»            | 2:36 |